# Майер, Джеральд
Джеральд Майер (англ. Gerald Mayer; 5 июня 1919 — 21 сентября 2001) — американский режиссёр кино и телевидения середины XX века.
Майер поставил такие фильмы, как «Наберите 1119» (1950), «Прямо внутрь» (1951), «Выходной для грешников» (1952), «Измена» (1952), «Яркая дорога» (1953), «Мародёры» (1955) и «Алмазное сафари» (1958).
На счету Майера постановка 199 эпизодов 67 различных телесериалов, среди которых «Миллионер» (1956—1958), «Перри Мейсон» (1960), «Дымок из ствола» (1960—1961), «Асфальтовые джунгли» (1961), «Беглец» (1966—1967), «Захватчики» (1967), «Бонанза» (1967), «Мэнникс» (1967—1972), «Миссия невыполнима» (1969—1970), «Доктор Саймон Лок» (1971—1975), «Человек за шесть миллионов долларов» (1976), «Восьми достаточно» (1979) и «Лу Грант» (1979—1980).
Майер был членом Гильдии режиссёров Америки и Академия кинематографических искусств и наук.

## Ранние годы жизни и начало карьеры
Джеральд Майер родился 5 июня 1919 года в Монреале, Квебек, Канада, но вырос в Лос-Анджелесе в окружении мира киноиндустрии. Майер был сыном Джерри Дж. Майера, менеджера киностудии Metro-Goldwyn-Mayer и племянником магната студии Луиса Б. Майера.
После окончания Станфордского университета по специальности «Журналистика» и службы в Военно-морском флоте во время Второй мировой войны в 1945 году Майер пришёл на работу на семейную студию, где начал ставить экранные тесты и короткометражные фильмы.

## Карьера в кинематографе в 1945—1958 годах
В 1945 году Майер начал карьеру на MGM как постановщик экранных проб и короткометражных фильмов. В 1949 году Майер поставил свой первый фильм, биографическую короткометражку о знаменитом изобретателе Эли Уитни «Мистер Уитни догадался» (1949), заглавную роль в котором сыграл Ллойд Бриджес.
Второй режиссёрской работой Майера стал фильм нуар «Наберите 1119» (1950), речь в котором шла о сбежавшем психопатическом убийце (Маршалл Томпсон), который берёт в заложники посетителей бара, чтобы отомстить психиатру, благодаря свидетельству которого он оказался в тюремной психиатрической лечебнице. Многие критики отмечают, что это самый лучший фильм Майера. Хэл Эриксон, в частности, пишет, что «племянник Майер показал себя как способный режиссёр с этим триллером категории В на студии MGM». По его мнению, Майер «крепко ставит этот фильм с отличными актёрами второго плана, среди которых выделяются Андреа Кинг и Уильям Конрад». Саму картину современный киновед Майкл Кини назвал «полным саспенса новаторским фильмом, который содержит интересные сходства с современными фильмами о заложниках». В частности, в нём есть такие характерные моменты, как «жадные до новостей телерепортёры и освещение ими кризисной ситуации в прямом эфире, переговоры об освобождении заложников, спор относительно того, проводить ли штурм или уговорить киллера выйти, мороженщик на грузовичке, который продаёт свою продукцию любопытным любителям пощекотать нервы, и убийца, наблюдающий за событиями, хотите верьте-хотите нет, через проекционный телеэкран на стене бара размером 3 на 4 фута (это в 1950 году!)». Джефф Стаффорд отметил, что это «напряжённый, полный саспенса фильм категории В, который выделяется чёткой чёрно-белой операторской работой и отличным актёрским ансамблем». Как пишет Стаффорд, «если сюжет фильма покажется знакомым, то это потому, что его впоследствии много раз копировали другие кинематографисты, хотя ни один из них не может сравниться по силе воздействия с этим фильмом». Гленн Эриксон в свою очередь назвал фильм «низкобюджетной картиной MGM, которая напоминает растянутую до короткого полнометражного фильма одноактную пьесу». Он полагает, что «фильм напоминает типичную телепродукцию, которая стала появляться несколько лет спустя», однако для своего времени этот фильм «был довольно оригинальным». Далее Эриксон обращает внимание на то, что фильм «грамотно снят» и «необычно жесток для продукции MGM», в частности, в сценах, когда «психопат Вайкофф убивает четырёх человек из пистолета 45-го калибра, троих из них — в упор». По мнению современного киноведа Дэвида Хогана, «фильм отличает приятная экономичность. Все экстерьеры снимались в павильоне студии, где звук и особенно создание эффекта ночного освещения находились под чётко выверенным контролем. В итоге достигается характерный для театра туманно искусственный эффект, и это хорошо, потому что сюжетная основа картины напоминает театральную пьесу — в ней мало двигательной активности действующих лиц, а центральная ситуация необычайно напряжена в эмоциональном плане с уникально проработанными мотивациями и реакциями каждого из персонажей». Во-вторых, Хоган отмечает, что «режиссёр Джеральд Мейер смог мастерски сделать фильм по сути в двух декорациях — бар и улица снаружи — чередуя кадры и перемещая камеру с эффективной точностью, что позволяет передавать значительную часть истории визуальными средствами».
Третьей картиной Майера стал вестерн «Внутренний стрейт» (1951), который современный критик Хэл Эрискон назвал «первоклассной исторической мелодрамой». Действие картины происходит в Сан-Франциско в 1870-е годы и рассказывает о взлётах и падениях крупного местного дельца в деловой и личной жизни. В фильме задействован сильный актёрский состав, включавший Дэвида Брайана, Арлин Дал, Барри Салливана и Мерседес Маккембридж.
Следом у Майера вышел фильм нуар «Измена» (1952), в центре внимания которого был редактор крупной газеты Хейвен Д. Олдридж (Уолтер Пиджон), которого по приказу коррумпированного шерифа сельского округа Бёрка (Томас Гомес) за мелкое дорожное нарушение незаконно бросают в тюрьму. Выйдя на свободу, Хейвен начинает с шерифом борьбу, собирая свидетельские показания других пострадавших и ежедневно публикуя против него разоблачительные статьи. Для расследования дела в город прибывает прокурор штата Чик Джексон (Джон Ходяк), который работает в контакте с капитаном полиции (Карл Молден). Однако неожиданно Хейвен прекращает публикацию разоблачительных материалов и отказывается сотрудничать с прокурором, после чего дело начинает рассыпаться. Лишь на предварительном слушании в суде прокурору удаётся разговорить Хейвена, после того, как выясняется, что Бёрк заставил редактора молчать, шантажируя его преступлением, которое совершил его зять. Мнение критиков в отношении картины разделились. Так, историк кино Крейг Батлер, назвал её «средней криминальной драмой, которую оживляет крепкий актёрский состав и крепкая режиссура Джеральда Майера. Что мешает стать этому фильму лучше, так это, конечно, его сценарий,… которому, к сожалению, не хватает воображения и оригинальности». Даже несмотря на поверхностный сценарий, работа Майера «заслуживает высокой оценки и себя оправдывает». Батлер подводит итог словами, что в картине «задействовано достаточно талантов, чтобы сделать фильм заслуживающим просмотра, но это никак не классика». С другой стороны, историк кино Деннис Шварц назвал картину «неприятной рутинной разоблачительной драмой, у которой нет никакого своеобразия». По мнению критика «смотреть фильм можно, но только как урок по гражданскому праву», в остальном же «он не убедителен и не интересен. История о коррупции и запугивании представителями силовых структур сделана устарело и вряд ли вызовет возбуждение». С другой стороны, по мнению киноведа Хэла Эриксона, «постановкой этого фильма Джеральд Майер в очередной раз доказал, что помимо того, что он является племянником главы MGM Луиса Б. Майера, он ещё и обладает немалым талантом», а историк кино Майкл Кини назвал фильм «приятной криминальной драмой с хорошей игрой Гомеса в роли тиранического представителя закона».
Затем последовала мелодрама «Отпуск для грешников» (1952) о трёх молодых людях из Нового Орлеана (Гиг Янг, Кинан Уинн, Ричард Андерсон), судьбы которых неожиданным образом переплетаются во время очередного карнавала Марди Гра. Следующая картина Майера «Яркая дорога» (1953) была редким для Голливуда того времени примером фильма с полностью чёрным актёрским составом. Фильм рассказывает о работе учительницы (Дороти Дэндридж) и директора школы (Гарри Белафонте) с подростками в чёрной школе на Юге страны. Хэл Эриксон написал, что «сделанный в неторопливой сдержанной манере, этот фильм представляет собой, пожалуй, лучшую режиссёрскую работу Майера».
В 1955 году Майер поставил вестерн «Мародёры» (1955) с Дэном Дьюриа и Кинаном Уинном, а ещё три года спустя — криминальную мелодраму «Алмазное сафари» (1958) с Кевином Маккарти, действие которой происходит в Южной Африке,

## Карьера на телевидении
По словам кинокритика Сандры Бреннан, «более всего Майер известен постановкой эпизодов многочисленных телесериалов». Начав работу на телевидении с постановки эпизода криминального телесериала «Приключения Эллери Куинн» (1952) до конца 1950-х годов Майер был режиссёром эпизодов таких сериалов, как «Телевизионный театр „Форда“» (1954), «Агенты казначейства в действии» (1954, 3 эпизода), «Театр звёзд „Шлитц“» (1954—1955, 3 эпизода), «Театр Этель Бэрримор» (1955, 3 эпизода), «Миллионер» (1956—1958, 22 эпизода), «Человек с камерой» (1958—1959, 11 эпизодов) и «Отважное предприятие» (1959, 3 эпизода).
В 1960-е годы Майер поставил, в частности, эпизоды таких популярных сериалов, как «Приключения в раю» (1959—1960, 3 эпизода), «Бреннер» (1959—1964, 9 эпизодов), «Перри Мейсон» (1960, 2 эпизода), «Майкл Шейн» (1960, 4 эпизода), «Дымок из ствола» (1960—1961, 3 эпизода), «Асфальтовые джунгли» (1961, 6 эпизодов), «Медсёстры» (1963—1965, 7 эпизодов), «Бен Кейси» (1965—1966, 3 эпизода), «Шейн» (1966, 2 эпизода), «Путешествие ко дню океана» (1966—1967, 4 эпизода), «Беглец» (1966—1967, 5 эпизодов), «Виргинец» (1967, 1 эпизод), «Пейтон-Плейс» (1967, 3 эпизода), «Бонанза» (1967, 2 эпизода), «Захватчики» (1967, 1 эпизод), «Мэнникс» (1967—1972, 13 эпизодов) и «Медицинский центр» (1969, 1 эпизод).
В 1970-е годы Майер работал, в частности, над такими сериалами, как «Миссия невыполнима» (1969—1970, 4 эпизода), «Доктор Саймон Лок» (1971—1975, 26 эпизодов), «Швейцарская семья Робинзонов» (1976, 3 эпизода), «Человек на шесть миллионов долларов» (1976, 1 эпизод), «Бегство Логана» (1977, 1 эпизод), «Восьми достаточно» (1979, 1 эпизод) и "Лу Грант, 1979—1980, 2 эпизода).
В начале 1980-х годов Майер работал над сериалом «Ниро Вульф» (1981, 1 эпизод) с Уильямом Конрадом в заглавной роли и «Воздушный волк» (1984, 2 эпизода), демонстрировавший футуристический атакующий вертолёт с Яном-Майклом Винсентом и Эрнестом Боргнайном. Его последним сериалом стала «Ночная жара» (1985, 1 эпизод). Всего за время своей телевизионной карьеры, охватившей период с 1952 по 1985 год, Майер поставил 305 эпизодов 69 различных сериалов,

## Личная жизнь
Джеральд Майер был женат на Айрин Бриллер вплоть до своей смерти в 2001 году, у пары было трое детей — дочери Джиллиан и Эллисон, сын Джереми, а также двое внуков.

## Смерть
Джеральд Майер умер 21 сентября 2001 года в Центре здоровья Сент-Джон в Санта-Монике, Калифорния, в результате осложнений от пневмонии, ему было 82 года.

## Фильмография
| Год       | Название                              | Оригинальное название                  | Фильм / телесериал       | В каком качестве участвовал                                   |
| --------- | ------------------------------------- | -------------------------------------- | ------------------------ | ------------------------------------------------------------- |
| 1949      | У мистера Уитни возникла идея         | Mr. Whitney Had a Notion               | короткометражный фильм   | режиссёр                                                      |
| 1950      | Наберите 1119                         | Dial 1119                              | фильм                    | режиссёр                                                      |
| 1951      | Внутренний стрит                      | Inside Straight                        | фильм                    | режиссёр                                                      |
| 1952      | Отпуск для грешников                  | Holiday for Sinners                    | фильм                    | режиссёр                                                      |
| 1952      | Измена                                | The Sellout                            | фильм                    | режиссёр                                                      |
| 1952-1954 | Приключения Эллери Куинна             | The Adventures of Ellery Queen         | телесериал (2 эпизода)   | режиссёр                                                      |
| 1953      | Яркая дорога                          | Bright Road                            | фильм                    | режиссёр                                                      |
| 1954      | Телевизионный театр Форда             | The Ford Television Theatre            | телесериал (1 эпизод)    | режиссёр                                                      |
| 1954      | Агенты казначейства в действии        | Treasury Men in Action                 | телесериал (3 эпизода)   | режиссёр                                                      |
| 1954-1955 | Театр звёзд «Шлитц»                   | Schlitz Playhouse of Stars             | телесериал (3 эпизода)   | режиссёр                                                      |
| 1955      | Мародёры                              | The Marauders                          | фильм                    | режиссёр                                                      |
| 1955      | Алмазное сафари                       | Diamond Safari                         | фильм                    | режиссёр, продюсер                                            |
| 1955-1958 | Миллионер                             | The Millionaire                        | телесериал               | режиссёр (22 эпизода), ассоциированный продюсер (99 эпизодов) |
| 1956      | Театр Этель Бэрримор                  | Ethel Barrymore Theater                | телесериал (3 эпизода)   | режиссёр                                                      |
| 1956      | Шерифы США                            | Sheriffs of the USA                    | телесериал (1 эпизод)    | режиссёр                                                      |
| 1958-1959 | Человек с камерой                     | Man with a Camera                      | телесериал (11 эпизодов) | режиссёр                                                      |
| 1959      | Отважное предприятие                  | Bold Venture                           | телесериал (3 эпизода)   | режиссёр                                                      |
| 1960      | Пять пальцев                          | Five Fingers                           | телесериал (1 эпизод)    | режиссёр                                                      |
| 1959-1960 | Приключения в раю                     | Adventures in Paradise                 | телесериал (3 эпизода)   | режиссёр                                                      |
| 1959-1964 | Бреннер                               | Brenner                                | телесериал (9 эпизодов)  | режиссёр                                                      |
| 1960      | Перри Мейсон                          | Perry Mason                            | телесериал (2 эпизода)   | режиссёр                                                      |
| 1960      | Детективы                             | The Detectives                         | телесериал (1 эпизод)    | режиссёр                                                      |
| 1960      | Майкл Шейн                            | Michael Shayne                         | телесериал (4 эпизода)   | режиссёр                                                      |
| 1960-1961 | Триллер                               | Thriller                               | телесериал (2 эпизода)   | режиссёр                                                      |
| 1960-1961 | Дымок из ствола                       | Gunsmoke                               | телесериал (3 эпизода)   | режиссёр                                                      |
| 1961      | Есть оружие — будут путешествия       | Have Gun — Will Travel                 | телесериал (1 эпизод)    | режиссёр                                                      |
| 1961      | Асфальтовые джунгли                   | The Asphalt Jungle                     | телесериал (6 эпизодов)  | режиссёр                                                      |
| 1961      | Доктор Килдэр                         | Dr. Kildare                            | телесериал (1 эпизод)    | режиссёр                                                      |
| 1963-1965 | Медсестры                             | The Nurses                             | телесериал               | режиссёр (7 эпизодов), ассоциированный продюсер (3 эпизода)   |
| 1964      | Защитники                             | The Defenders                          | телесериал (1 эпизод)    | режиссёр                                                      |
| 1965      | Профили отваги                        | Profiles in Courage                    | телесериал (1 эпизод)    | режиссёр                                                      |
| 1965      | Люди Слэттери                         | Slattery’s People                      | телесериал (2 эпизода)   | режиссёр                                                      |
| 1965-1966 | Бен Кэйси                             | Ben Casey                              | телесериал (3 эпизода)   | режиссёр                                                      |
| 1965-1966 | Вертикальный взлёт                    | 12 O’Clock High                        | телесериал (3 эпизода)   | режиссёр                                                      |
| 1966      | Боб Хоуп представляет                 | Bob Hope Presents the Chrysler Theatre | телесериал (1 эпизод)    | режиссёр                                                      |
| 1966      | Шэйн                                  | Shane                                  | телесериал (2 эпизода)   | режиссёр                                                      |
| 1966-1967 | Путешествие на дно океана             | Voyage to the Bottom of the Sea        | телесериал (4 эпизода)   | режиссёр                                                      |
| 1966-1967 | Беглец                                | The Fugitive                           | телесериал (5 эпизодов)  | режиссёр                                                      |
| 1967      | Виргинец                              | The Virginian                          | телесериал (1 эпизод)    | режиссёр                                                      |
| 1967      | Пейтон-Плейс                          | Peyton Place                           | телесериал (3 эпизода)   | режиссёр                                                      |
| 1967      | Гориллы Гаррисона                     | Garrison’s Gorillas                    | телесериал (1 эпизод)    | режиссёр                                                      |
| 1967      | Тарзан                                | Tarzan                                 | телесериал (1 эпизод)    | режиссёр                                                      |
| 1967      | Бонанза                               | Bonanza                                | телесериал (2 эпизода)   | режиссёр                                                      |
| 1967      | Захватчики                            | The Invaders                           | телесериал (1 эпизод)    | режиссёр                                                      |
| 1967      | Защитник Джадд                        | Judd for the Defense                   | телесериал (1 эпизод)    | режиссёр                                                      |
| 1967-1968 | Симмарон Стрип                        | Cimarron Strip                         | телесериал (2 эпизода)   | режиссёр                                                      |
| 1967-1972 | Мэнникс                               | Mannix                                 | телесериал (13 эпизодов) | режиссёр                                                      |
| 1969      | Комната 222                           | Room 222                               | телесериал (1 эпизод)    | режиссёр                                                      |
| 1969      | Медицинский центр                     | Medical Center                         | телесериал (1 эпизод)    | режиссёр                                                      |
| 1969-1970 | Миссия невыполнима                    | Mission: Impossible                    | телесериал (4 эпизода)   | режиссёр                                                      |
| 1970      | Мир Брэкена                           | Bracken’s World                        | телесериал (1 эпизод)    | режиссёр                                                      |
| 1970      | Мэтт Линкольн                         | Matt Lincoln                           | телесериал (2 эпизода)   | режиссёр                                                      |
| 1971      | Дэн Огэст                             | Dan August                             | телесериал (1 эпизод)    | режиссёр                                                      |
| 1971      | О’Хара, Казначейство США              | O’Hara, U.S. Treasury                  | телесериал (1 эпизод)    | режиссёр                                                      |
| 1971      | Сыщики-любители экстра класса         | The Persuaders!                        | телесериал (1 эпизод)    | режиссёр                                                      |
| 1971      | Николс                                | Nichols                                | телесериал (1 эпизод)    | режиссёр                                                      |
| 1971-1975 | Доктор Саймон Лок                     | Dr. Simon Locke                        | телесериал (26 эпизодов) | режиссёр                                                      |
| 1972      | Анна и король                         | Anna and the King                      | телесериал (1 эпизод)    | режиссёр                                                      |
| 1974-1976 | Швейцарская семья Робинсонов          | The Swiss Family Robinson              | телесериал               | режиссёр (3 эпизода), продюсер (26 эпизодов)                  |
| 1976      | Человек на шесть миллионов долларов   | The Six Million Dollar Man             | телесериал (1 эпизод)    | режиссёр                                                      |
| 1977      | Серпико                               | Serpico                                | телесериал (1 эпизод)    | режиссёр                                                      |
| 1977      | Хантер                                | Hunter                                 | телесериал (1 эпизод)    | режиссёр                                                      |
| 1977      | Подмена                               | Switch                                 | телесериал (1 эпизод)    | режиссёр                                                      |
| 1977      | Медицинский центр Вестсайда           | Westside Medical                       | телесериал (1 эпизод)    | режиссёр                                                      |
| 1977      | Человек внутри                        | The Man Inside                         | телефильм                | режиссёр                                                      |
| 1977      | Бегство Логана                        | Logan’s Run                            | телесериал (1 эпизод)    | режиссёр                                                      |
| 1977      | Медэксперт Куинси                     | Quincy M.E.                            | телесериал (1 эпизод)    | режиссёр                                                      |
| 1979      | Восьми достаточно                     | Eight Is Enough                        | телесериал (1 эпизод)    | режиссёр                                                      |
| 1979      | Специальная программа АВС на выходные | ABC Weekend Specials                   | телесериал (1 эпизод)    | режиссёр                                                      |
| 1979      | Ширли                                 | Shirley                                | телесериал (1 эпизод)    | режиссёр                                                      |
| 1979-1980 | Лу Грант                              | Lou Grant                              | телесериал (2 эпизода)   | режиссёр                                                      |
| 1980      | Дневной театр CBS                     | CBS Afternoon Playhouse                | телесериал (5 эпизодов)  | режиссёр                                                      |
| 1981      | Ниро Вульф                            | Nero Wolfe                             | телесериал (1 эпизод)    | режиссёр                                                      |
| 1984      | Воздушный волк                        | Airwolf                                | телесериал (1 эпизод)    | режиссёр                                                      |
| 1985      | Ночная жара                           | Night Heat                             | телесериал (1 эпизод)    | режиссёр                                                      |